# Din jaspismur, de gators guld
Din jaspismur, de gators guld är en psalm med fem verser på svenska författade av predikanten Eric Bergquist. Texten har fyra strofer med en lika omfattande återkommande refrängtext. Troligen är den ursprungliga texten engelsk och Bergqvist har översatt den.

## Publicerad i
- Kom (sångbok) som nr 90 under rubriken "Hemlandssånger".
- Samlingstoner som nr 247 under rubriken "Hemlandssånger".
- Svenska Missionsförbundets sångbok 1920 som nr 447 under rubriken "Hemlandssånger".
- Barnatoner 1922 som nr 275 under rubriken "Hemlandssånger".